# Самовец
Самове́ц — река в Тамбовской и Липецкой областях. Правый приток Матыры.

## География
Река Самовец берёт начало выше села Малый Самовец в районе селений Новая Васильевка и Покровское Петровского района Тамбовской области. Течёт на запад, ниже села Новоситовка поворачивает на юг. Пересекает границу Липецкой области. В Липецкой области протекает по территории Грязинского района.
Самовец впадает в Матыру напротив города Грязи. Устье реки находится в 37 км от устья Матыры по правому берегу. Длина реки составляет 39 км, площадь водосборного бассейна — 358 км².
По Самовцу получили свои названия села Малый Самовец и Большой Самовец. В последнем в него впадает река Большой Самовец.
Кроме того, на Самовце стоят селения Новоситовка (при впадении речки Осинники), Ивановка и Большая Алексеевка (все — в Тамбовской области).
Через реку переброшен мост по шоссе Орёл — Тамбов (Р119; в Липецке — ЛКАД).

## Данные водного реестра
По данным государственного водного реестра России относится к Донскому бассейновому округу, водохозяйственный участок реки — Матыра, речной подбассейн реки — бассейны притоков Дона до впадения Хопра. Речной бассейн реки — Дон (российская часть бассейна).